# Sholes (Nebraska)
Sholes é uma vila localizada no estado americano de Nebraska, no Condado de Wayne.

## Demografia
Segundo o censo americano de 2000, a sua população era de 24 habitantes.
Em 2006, foi estimada uma população de 23, um decréscimo de 1 (-4.2%).

## Geografia
De acordo com o United States Census Bureau, a localidade tem uma área de 0,3 km², sem área coberta por água.

## Localidades na vizinhança
O diagrama seguinte representa as localidades num raio de 20 km ao redor de Sholes.